# Pluralizm mediów
Pluralizm mediów – prawo do funkcjonowania w państwie nieograniczonej liczby niezależnych środków masowego przekazu. Stanowi przeciwieństwo koncentracji mediów w państwach niedemokratycznych. Różnorodność mediów może być rozważana w kontekście społecznym, politycznym, a także ekonomicznym.

## Rodzaje pluralizmu mediów
- Pluralizm strukturalny – obecność i funkcjonowanie dogodnych rozwiązań prawnych, które regulują problem relacji i zasad działania mediów publicznych i prywatnych w państwie. Dzięki temu powstaje przymus zapobiegania nadmiernej koncentracji mediów w rękach jednej osoby (przedstawiciela), który mógłby narzucać swoje poglądy, zdania i opinie. Pluralizm strukturalny zapewnia także prawidłowe normy wolnej konkurencji oraz równego dostępu do informacji[1].
- Pluralizm zawartości – możliwość dostarczania odbiorcom przez media różnych opinii i idei. Zjawisko nadmiernej centralizacji własności mediów może przejawiać się zagrożeniem dla tego rodzaju pluralizmu, ponieważ poglądy uważane przez władzę za niewłaściwe mogłyby być odrzucane jeszcze przed wygłoszeniem ich publicznie. W celu ochrony funkcjonowania pluralizmu strukturalnego i pluralizmu zawartości niektóre państwa starają się stosować odpowiednie przepisy prawne, a także tworzą odpowiednie koncepcje postępowania[1].

## Modele funkcjonowania mediów w państwach demokratycznych
- Model dualny – wyróżnia kategorie mediów: publicznych i komercyjnych, które pozwalają na utrzymanie równowagi pomiędzy interesem publicznym a interesem prawnym. Zapewnia to różnorodność światopoglądową mass mediów, które są uzależnione częściowo od świata polityki.
- Model rynkowy – własność prywatna i autonomia mediów są w stanie tutaj przeważać. Państwo ma stały wpływ na koncesję częstotliwości radiowych i telewizyjnych. Działanie biznesu jako szeroko rozumianego pojęcia nadal jest zagrożeniem dla mass mediów, które nie są skutecznie zabezpieczone[1].

## Pluralizm mediów w Polsce

### Źródła pluralizmu
Europejska Konwencja Praw Człowieka z 1950 roku w art. 10 zamieszcza zasadę wolności słowa. Zasada ta mówi o tym, że każdy ma prawo publicznie wyrażać swoją opinię i nie może być przez to w żaden sposób dyskryminowany. Wolność ta podlega niektórym ograniczeniom, w wypadkach gdy jest naruszana (obrażanie, zniesławianie innych osób, poglądy faszystowskie i rasistowskie). Unia Europejska w art. 11 Karty Praw Podstawowych Unii Europejskiej gwarantuje poszanowanie wolności i pluralizmu mediów. Pluralizm musi polegać na funkcjonowaniu wielu modeli, a także na różnorodności ich treści. Dzięki temu funkcją pluralizmu jest odbieranie przez ludzi wielu poglądów i opinii politycznych, społecznych i ekonomicznych, co skutkuje wyrobieniem własnego zdania na określony temat.

### Uregulowania konstytucyjne
Artykuł 54 Konstytucji RP jest najbardziej ogólny, ponieważ obejmuje wszelkie dziedziny informacji, zarówno ze źródeł publicznych, jak i prywatnych. Ustanawia generalne prawo do informacji. Ramy tego ogólnego prawa w stosunku do organów władzy publicznej określa artykuł 61 Konstytucji RP. Dodatkowo ustawodawca wprowadził odrębny przepis dotyczący dostępu do informacji o środowisku.
O pluralizm mediów dbają Krajowa Rada Radiofonii i Telewizji oraz Urząd Ochrony Konkurencji i Konsumentów. KRRiT, przyznając koncesję, pośrednio czuwa nad konkurencją na rynku mediów.

### Etyka w mediach
W 1995 r. Stowarzyszenie Dziennikarzy Polskich opracowało Kartę Etyczną Mediów. Została ona podpisana przez prezesów największych środków masowego przekazu w Polsce. Podpis zobowiązuje ich do przestrzegania, a także do ponoszenia konsekwencji w razie złamania którejkolwiek z zasad. Karta zawiera siedem podstawowych zasad:
- Zasada prawdy – dziennikarze, wydawcy, producenci i nadawcy starają się, aby przekaz informacji odbywał się zgodnie z prawdą, sumiennie, a także by relacjonowane fakty we właściwym kontekście odbywały się bez zniekształceń i niedopowiedzeń, a w razie popełnienia błędu dokonują natychmiastowej zmiany i sprostowania
- Zasada obiektywizmu – autor nie jest związany z własnymi poglądami, jest niezależny od swoich opinii, relacjonuje rzetelnie i obiektywnie różne punkty odniesienia i opinie
- Zasada oddzielenia informacji od komentarza – odbiorca słuchając wypowiedzi ma mieć możliwość odróżniania faktów od opinii i poglądów
- Zasada uczciwości – przejawia się działaniem w zgodzie z własnym sumieniem, dobrem odbiorcy, a także nieuleganiu wpływom innych, asertywnością i odmową działania niezgodnego z własnymi przekonaniami
- Zasada szacunku i tolerancji – gwarantuje poszanowanie praw, ludzkiej godności i dóbr osobistych każdego, w szczególności przejawia się ochroną prywatności i dobrego mienia
- Zasada pierwszeństwa dobra odbiorcy – podstawowe prawa odbiorców, a więc czytelników, widzów, czy słuchaczy są nadrzędne w stosunku do adresatów mediów tj. redakcji, dziennikarzy, wydawców, producentów i nadawców
- Zasada wolności i odpowiedzialności – zasada wolności mediów ma swoje konsekwencje w odpowiedzialności za treść i formę przekazu informacji.

### Pluralizm medialny
Tomasz Goban-Klas stwierdził na podstawie przeobrażeń i reformy mediów w Polsce po 1989 roku, że „prasa w Polsce jest pluralistyczna, lecz nie jest niezależna”. Trudność oceny przejawia się przez niesprecyzowaną i szeroko akceptowaną definicję. Dlatego wyróżnia się pluralizm zewnętrzny, który odnosi się do niezależnych i autonomicznych podmiotów medialnych, oraz pluralizm wewnętrzny, który ujawnia się w różnorodności treści medialnej dostępnej dla publiczności.